# Boussole (frégate)
Pour les articles homonymes, voir Boussole (homonymie).
La Boussole (précédemment le Portefaix) est, avec l'Astrolabe un des deux navires de l'expédition autour du monde entreprise par Jean-François de La Pérouse en 1785, à l'initiative du roi Louis XVI. C'est un navire de charge, une gabare, reclassée en frégate pour les besoins de l'expédition.

## Équipage
- Capitaine : Jean-François de La Pérouse (1741-1788)
- Officiers : Charles Gabriel d’Escures, lieutenant de vaisseau

- Géologue : Robert de Lamanon (1752-1787).
- Artistes : l'oncle et le neveu Prevost et Gaspard Duché de Vancy.
- Naturalistes : Jean-André Mongez (1751-1788), Louis Receveur (1757 - mort à Botany Bay en février 1788)
- Chirurgien major de la marine : Simon Lavo ; il mourut vraisemblablement avec le reste de l'équipage lors du naufrage de La Boussole et de L'Astrolabe à Vanikoro en 1788.

## Le voyage d'exploration scientifique
La Boussole et l'Astrolabe disparaissent dans les îles Salomon.
L'épave de la Boussole est identifiée en 1964 par une expédition de la Marine Nationale.

Trajet emprunté par l'expédition de La Pérouse jusqu'à Botany Bay, de 1785 à 1788.

## Projet de reconstruction de laBoussole
En 2022, a été lancé un projet de reconstruction de la Boussole. Ce projet a été confirmé par Emmanuel Macron, président de la République française, lors du sommet des océans à Brest le 9 février 2022. La coque serait construite à Brest, possiblement au chantier du Guip, et tractée jusqu'à Paris pour être amarrée dans la Seine près du musée de la Marine.
Une rue de Brest porte le nom de « Frégate la Boussole ».

## Pages connexes
- Expédition de La Pérouse
- Liste des membres de l'expédition de La Pérouse
- Histoire de la marine française sous Louis XVI
- Expéditions menées sur les traces de La Pérouse
- Expédition d'Entrecasteaux
- Voyage d'exploration scientifique
- Musée Lapérouse
- Liste de naufrages